# بول سكاتس
بول سكاتس (المعروف أيضًا باسم بول ستيفن سكاتس ) كاتب إنجليزي ،  مقدم ، وناشط في مجال الصحة العقلية  

## الحياة الشخصية
ولد سكاتس في مدينة بورنموث بإنجلترا .   يتحدث بصراحة عن إصابته باضطراب ثنائي القطب ونجاته من الاعتداء الجنسي على الأطفال . بعد أزمة عقلية ، وجد سكاتس نفسه داخل وخارج الرعاية الطبية. 

## فهرس
- تلك اللحظة المضيئة 2019 نشرت من قبل تريجر للنشر

## الظهور في وسائل الإعلام
- المدمنون على الإنفاق (2006)
- موعد عشاء المشاهير (2012)
- انخفاض 100 ألف جنيه إسترليني (2012)
- مقابلة العمل الأكثر جنونًا في العالم (2012)
- البحث عن الأمل - بول سكاتس (وثائقي) (2014)
- راشيل برونو: والدي وأنا [8] (2013)
- سكاي نيوز توداي (2016)
- تقارير غرناطة (2016)
- محادثات الرأس (2017)
- جيريمي فاين (2016)
- فيكتوريا ديربيشاير (2016-2017)
- بي بي سي الإفطار (2017)
- 5 أخبار (2017)
- جوائز بريطانيا الملهمة للأطفال والشباب (2018) - مقدم
- بي بي سي ساوث توداي (2018)
- جوائز Mind Media (2018)